# Ipomoea crinicalyx
Ipomoea crinicalyx es una especie fanerógama de la familia Convolvulaceae.

## Clasificación y descripción de la especie
Planta herbácea, voluble, algo lignescente, perenne; tallo muy ramificado, sin pelos; hoja ovada a anchamente ovada, de 5 a 11 cm de largo, de 3.5 a 9 cm de ancho, ápice acuminado; inflorescencias con 2 a 9 flores; sépalos desiguales a subiguales; corola ampliamente campanulada, de 7.5 a 8.5 cm de largo, rosada a lila-violácea; el fruto es una cápsula ovoidea, de 1.5 a 1.8 cm de largo, con semillas, de 6 a 8 mm de largo.

## Distribución de la especie
Esta especie se distribuye en el continente americano, en México se ha registrado en las regiones de la Franja Volcánica Transmexicana y Depresión del Balsas (Michoacán) y en Yucatán. En Sudamérica se encuentra en Bolivia, Brasil y Argentina.

## Ambiente terrestre
Se desarrolla tanto en bosque tropical caducifolio como en vegetación secundaria derivada de éste y del bosque espinoso, en altitudes que oscilan entre 60 y 1000 m. Florece de julio a diciembre.

## Estado de conservación
No se encuentra bajo ningún estatus de protección.